# Teranodes
Teranodes is een geslacht van spinnen uit de  familie van de Hexathelidae.

## Soorten
- Teranodes montanus (Hickman, 1927)
- Teranodes otwayensis (Raven, 1978)